# Chevrolet Spark
Chevrolet Spark – samochód osobowy klasy miejskiej produkowany pod amerykańską marką Chevrolet w latach 2000–2022.

## Pierwsza generacja

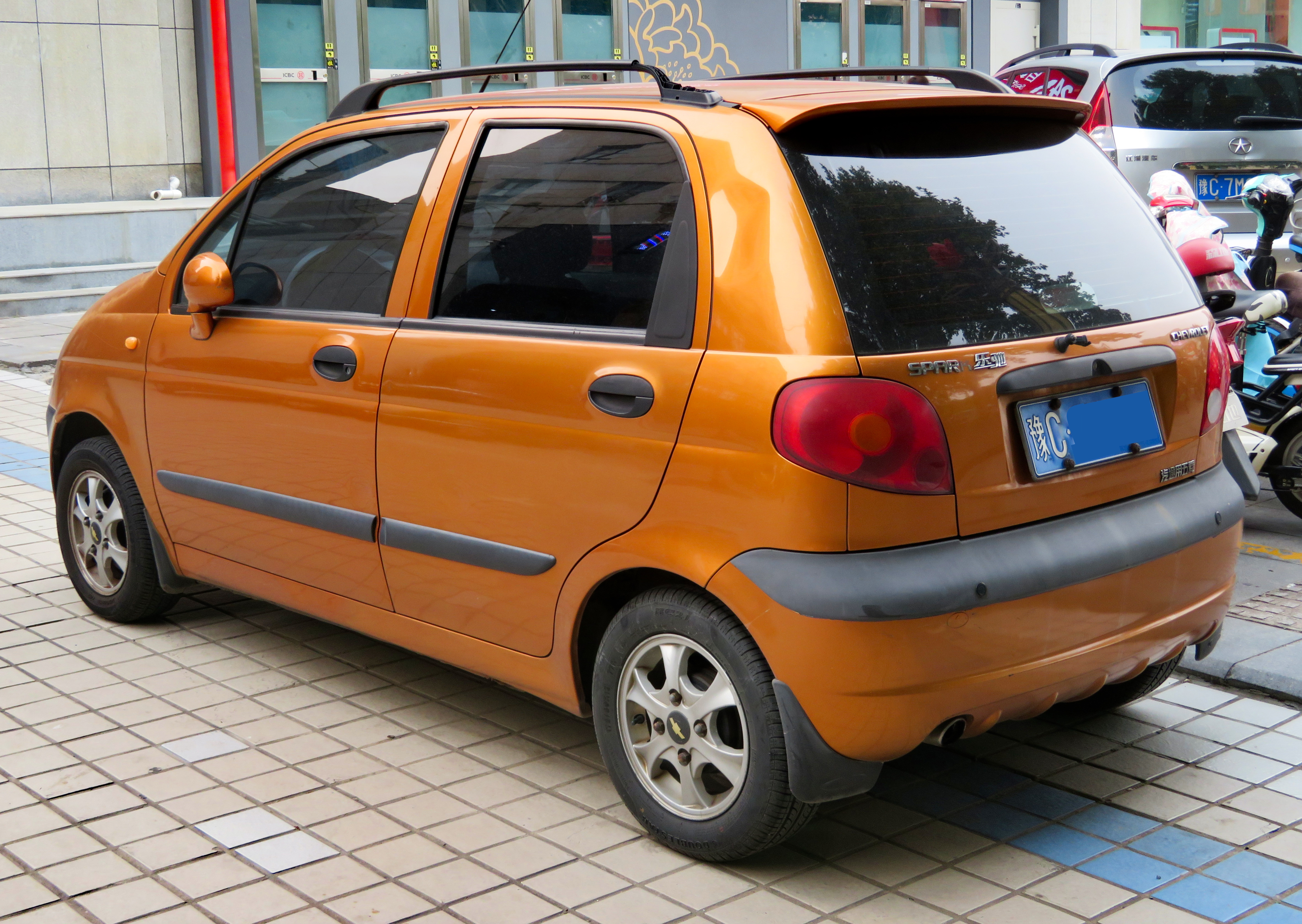
Chevrolet Spark I - tył

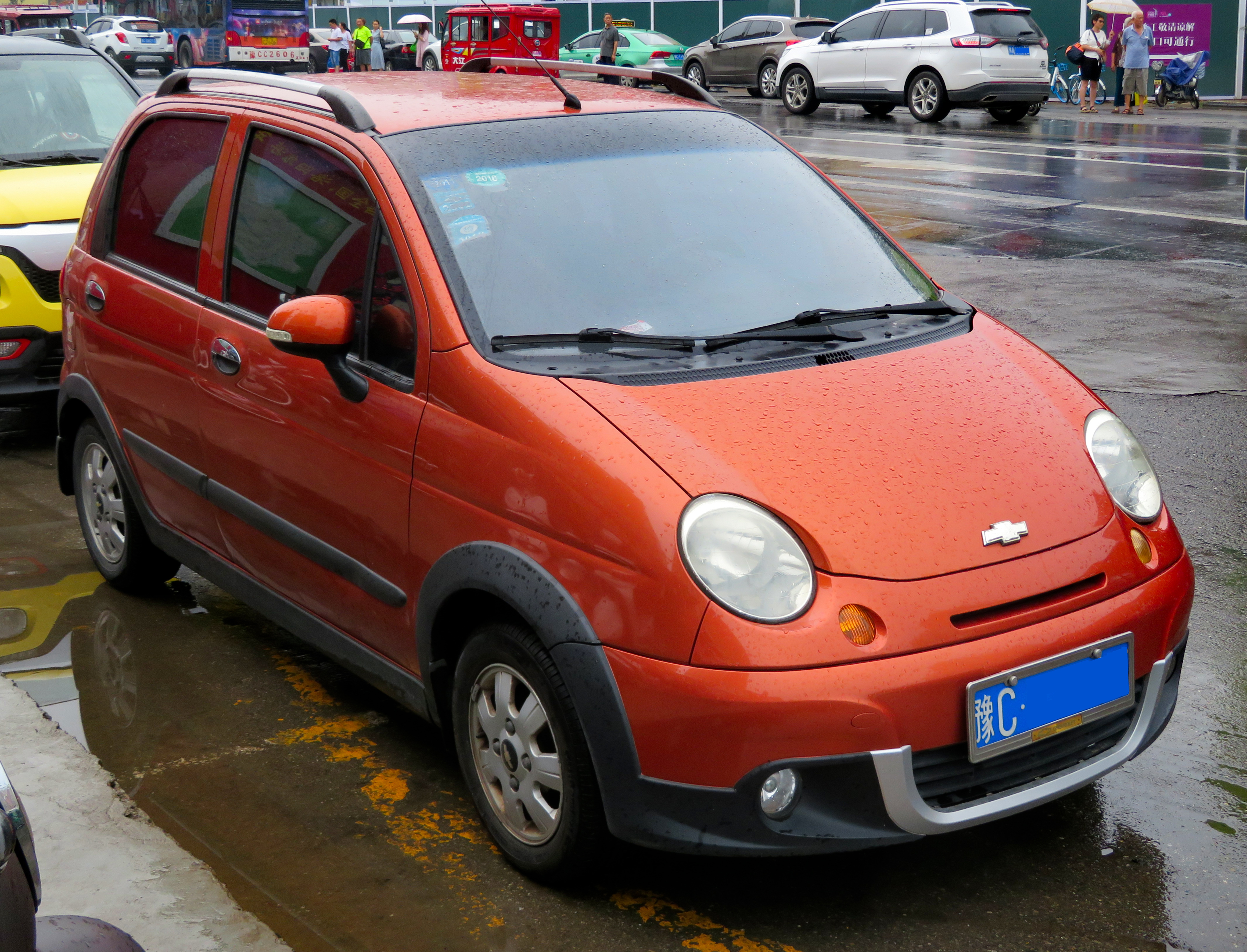
chiński Chevrolet Spark I Cross

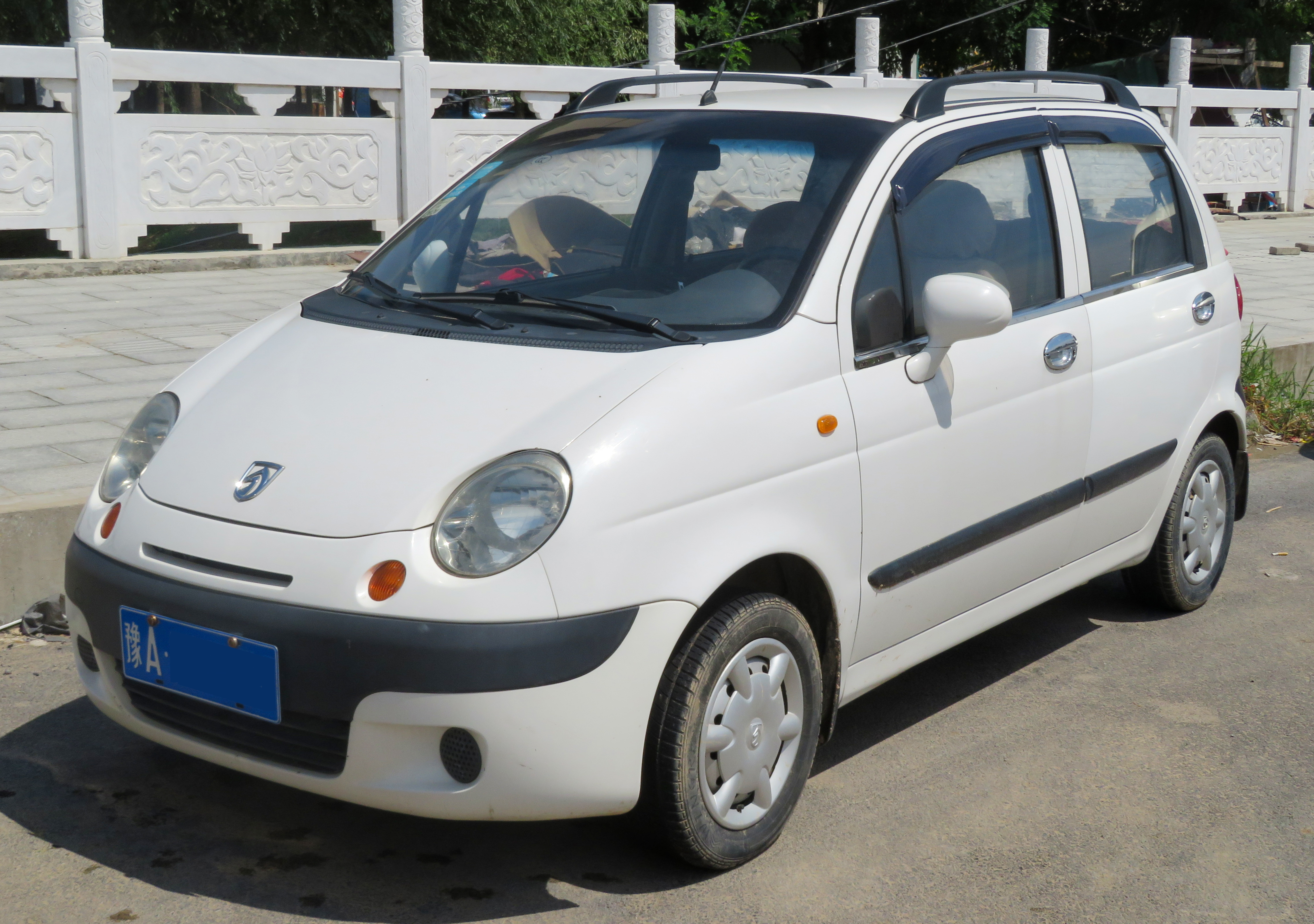
chiński Baojun Lechi

Chevrolet Spark I został zaprezentowany po raz pierwszy w 2000 roku.
Koncern General Motors zastosował po raz pierwszy nazwę Spark dla najmniejszego Chevroleta na początku XXI wieku, nazywając tak zmodernizowanego właśnie Daewoo Matiza z przeznaczeniem na rynek Ameryki Południowej oraz Indonezji.
Pod kątem wizualnym samochód zachował wygląd taki sam, jak wobec wariantów na inne rynki, wyróżniając się charakterystycznymi okrągłymi reflektorami z mniejszymi, okrągłymi kierunkowskazami w oddzielnym kloszu, a także pięciodrzwiowym nadwoziem.

### Chiny
W 2003 roku Chevrolet Spark pojawił się także w sprzedaży w Chinach, z kolei w 2008 roku rozpoczęła się tam jego lokalna produkcja w zakładach Shanghai-GM w Szanghaju.
W 2010 roku z przeznaczeniem wyłącznie dla lokalnego rynku Chin oferta Sparka została poszerzona także o stylizowaną na crossovera odmianę Spark Cross, z kolei w 2012 roku Shanghai-GM ogłosiło, że samochód wejdzie w skład nowej marki Baojun i będzie odtąd produkowany jako Baojun Lechi. Pod tą postacią samochód wytwarzano kolejne 4 lata, po czym General Motors poprzez swoje lokalne joint-venture SMGW wycofało się z segmentu najmniejszych hatchbacków w Chinach.

### Silniki
- R3 0.8l S-TEC
- R4 1.0l S-TEC
- R4 1.2l P-TEC

## Druga generacja

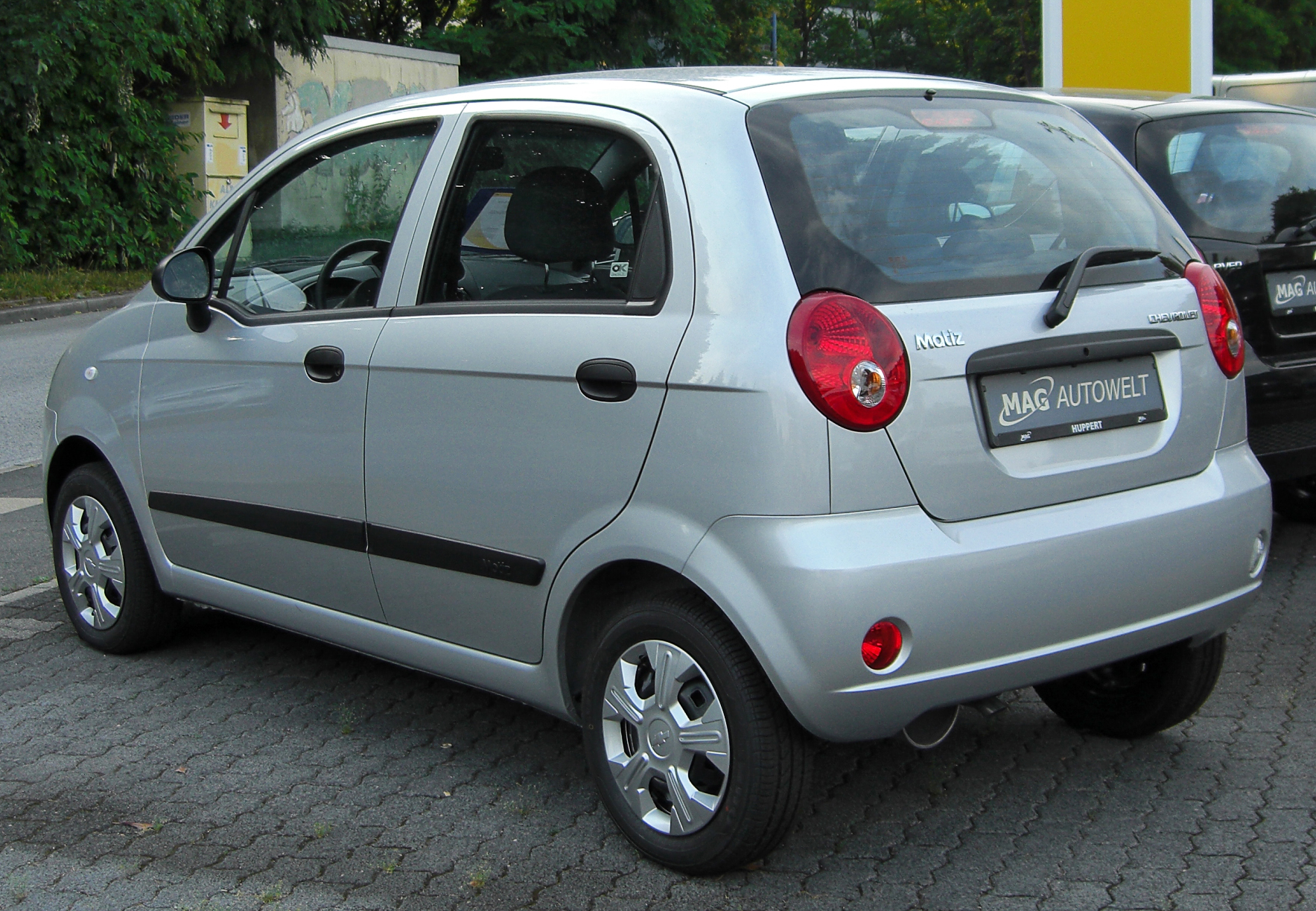
Chevrolet Spark II - tył

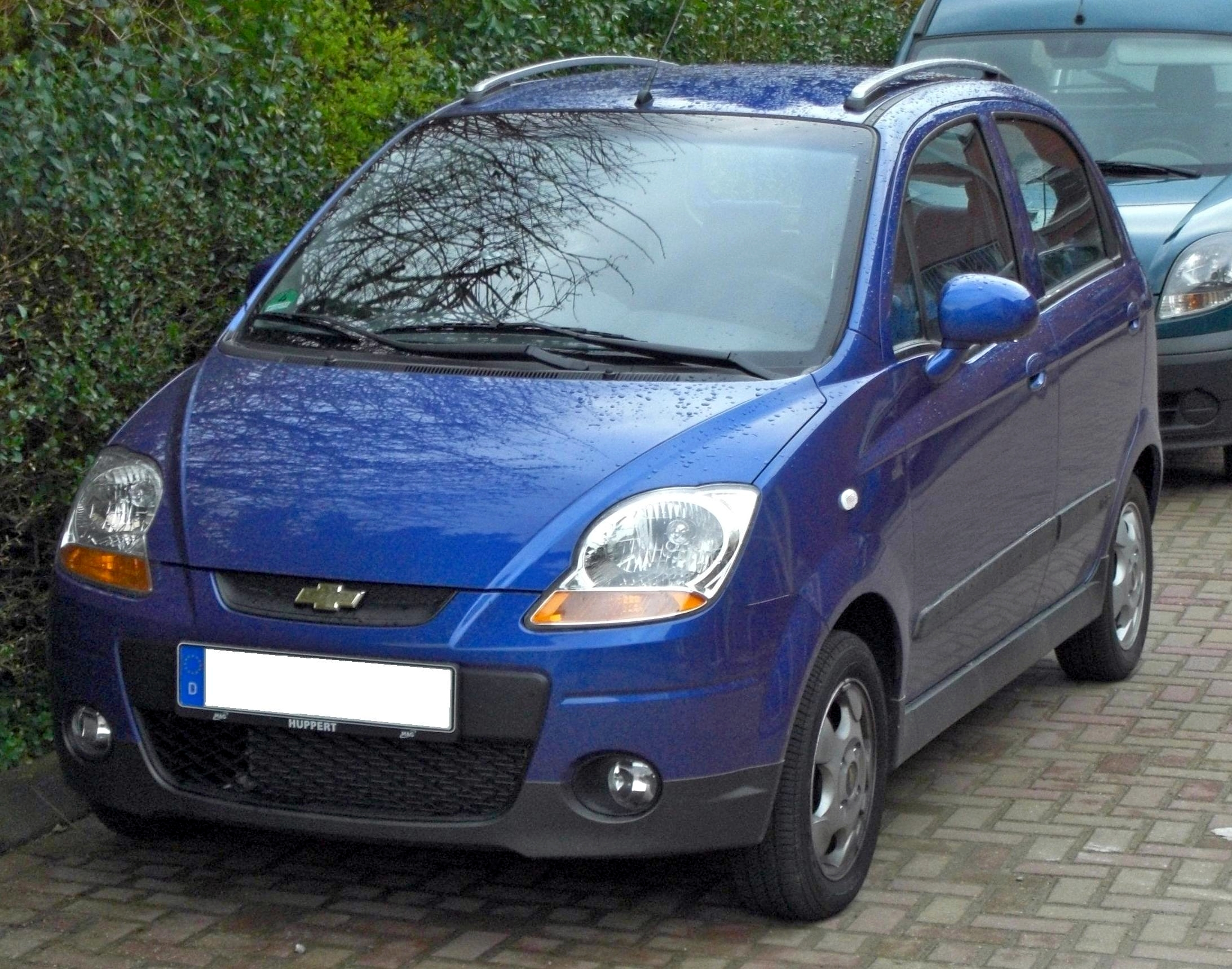
Chevrolet Spark II po liftingu

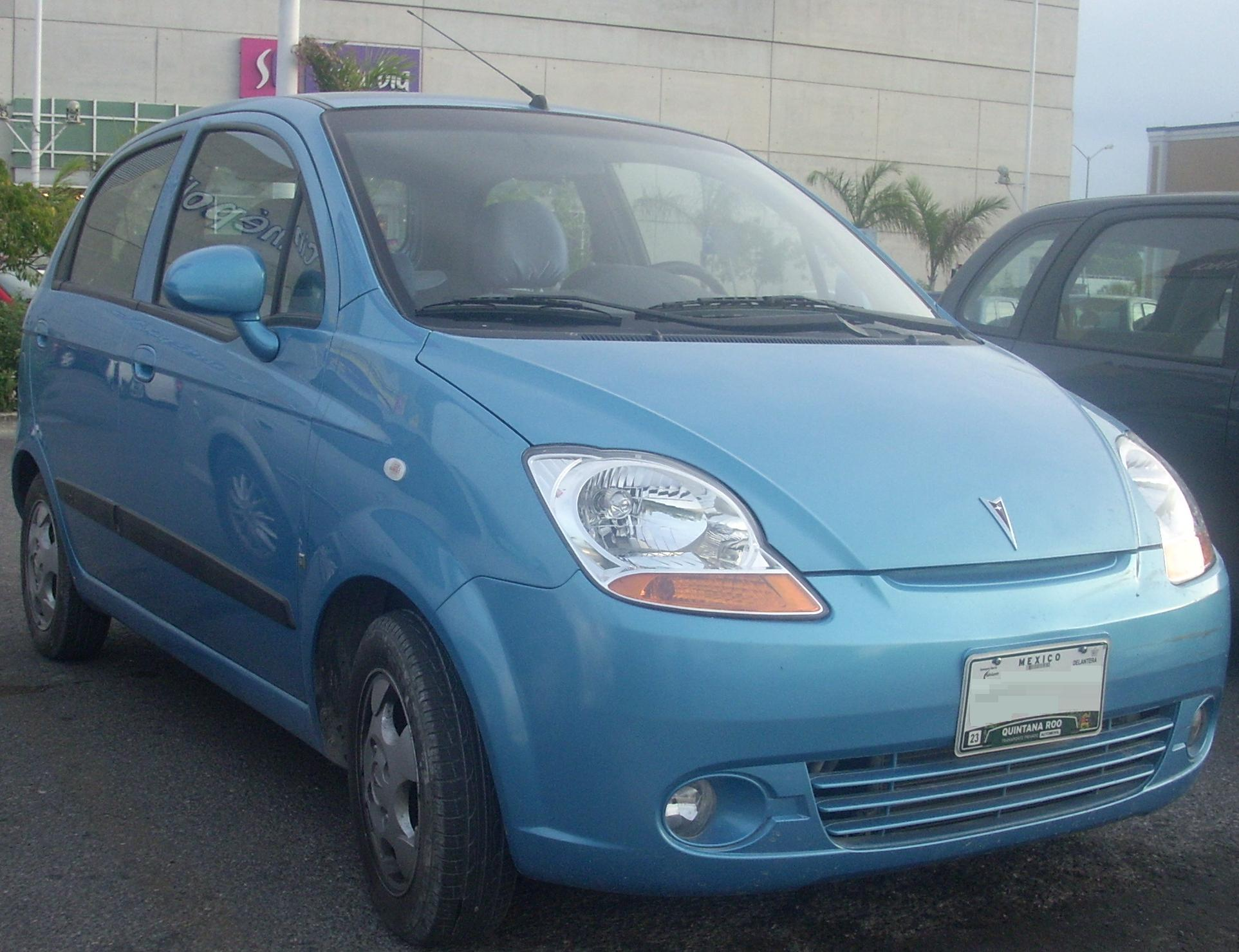
meksykański Pontiac Matiz G2

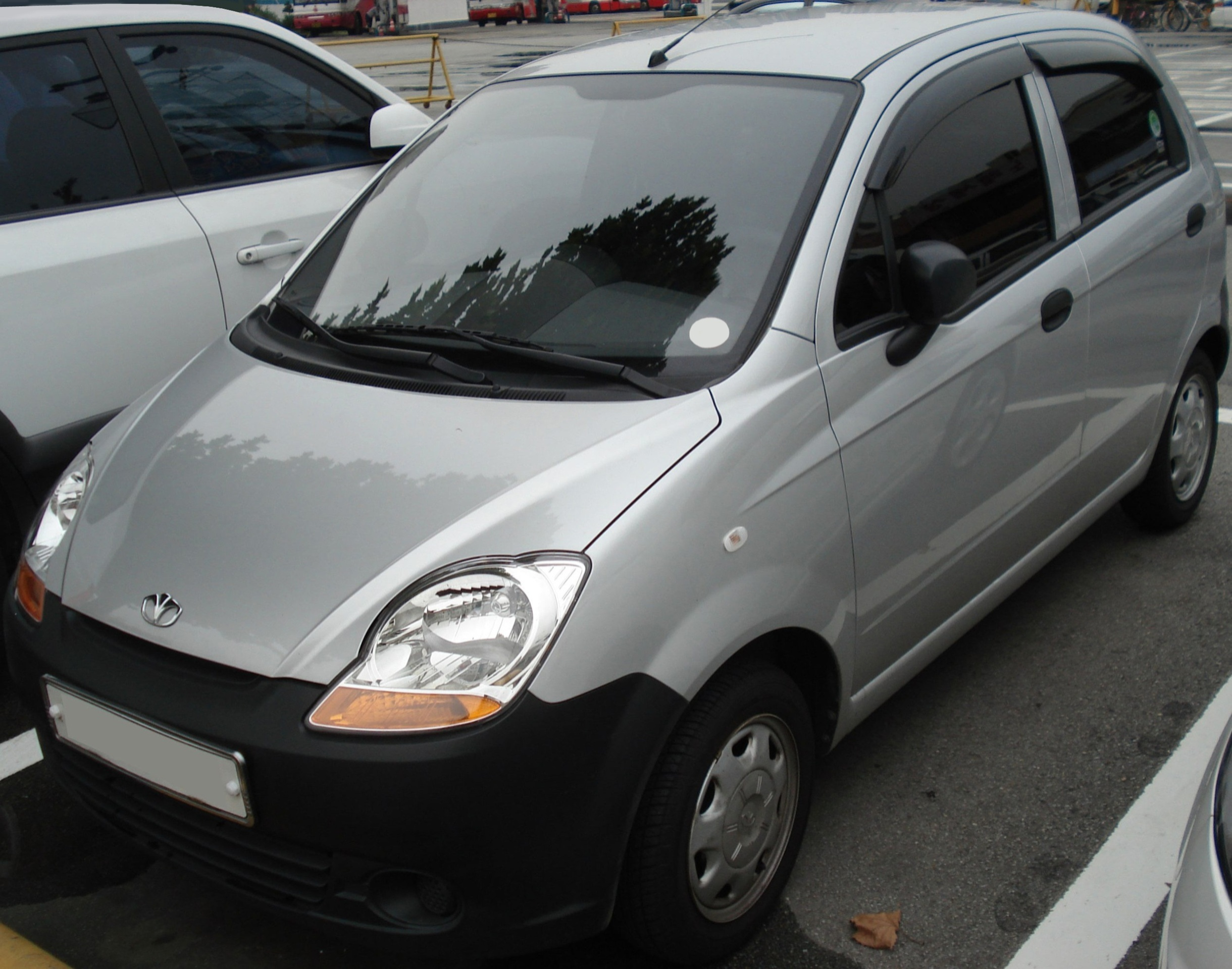
poludniowokoreański Daewoo Matiz II

Chevrolet Spark II został zaprezentowany po raz pierwszy w 2005 roku.
Druga generacja najmniejszego modelu Chevroleta powstała już od podstaw za czasów istnienia amerykańsko-koreańskiego GM Daewoo. Zgodnie z wyglądem przedstawionego we wrześniu 2004 roku prototypu Chevrolet M3X Concept, samochód przeszedł ewolucyjny zakres zmian w stosunku do poprzednika. Reflektory porzuciły regularny kształt na rzecz połączenia romba z okręgiem, z kolei przednie drzwi wyróżniło charakterystyczne przetłoczenie przy krawędzi szyby. Tylną część nadwozia przyozdobiły zaokrąglone lampy. Podobnie jak w przypadku poprzednika, projekt nadwozia wykonał włoski projektant Giorgietto Giugiaro.
Kabina pasażerska odeszłą od konwencjonalnego projektu poprzednika na rzecz bardziej awangardowej stylistyki, z przyrządami skoncentrowanymi w odrębie środkowej części deski rozdzielczej. Zegary umieszczono nietypowo, centralnie, z kolei duże koło kierownicy zyskało trzy ramiona. W stosunku do poprzedniego Sparka powiększono przestrzeń bagażową, a także uzyskano większą ładnowność wynoszącą 475 kilogramów.

### Lifting
W 2008 roku Spark drugiej generacji przeszedł restylizację nadwozia, która ograniczyła się głównie do wyglądu zewnętrznego. Przyniosła zmianę wyglądu przedniego, gdzie pojawił się nowy zderzak z opcjonalnymi światłami przeciwmgielnymi. Pomiędzy reflektorami wygospodarowano miejsce na imitację wlotu powietrza pod przednią maską, na której umieszczono logo producenta. Przeprojektowano także tylny zderzak i umożliwiono opcjonalne wyposażenie samochodu w relingi dachowe. W kabinie pasażerskiej zastosowano kontrastujące z ciemnymi materiałami srebrne wstawki, które umieszczono głównie na desce rozdzielczej.

### Sprzedaż
Chevrolet Spark drugiej generacji był samochodem globalnym, oferowanym pod różnymi nazwami w zależności od rynku zbytu. Pod podstawową nazwą był oferowany w krajach Europy Środkowej i Wschodniej, a także w Azji Środkowej i Południowo-Wschodniej, Ameryce Południowej oraz w Afryce.
W krajach Europy Zachodniej pojazd nosił nazwę Chevrolet Matiz, z kolei w regionie Indii i Pakistanu pojazd nosił nazwę Chevrolet Joy. Na wewnętrznym rynku Korei Południowej pojazd dalej nosił nazwę Daewoo Matiz, z kolei w Meksyku zasilił ofertę Pontiaca jako Pontiac Matiz G2.

### Wyposażenie
Spark z roku modelowego 2009 występował w trzech wersjach wyposażenia: PLUS 0.8, PLUS 1.0 (obie z manualną skrzynią biegów) oraz STAR 0.8 z automatyczną skrzynią biegów. Każda wersja wyposażona jest w system ABS, poduszkę powietrzną dla kierowcy, napinacze w przednich pasach bezpieczeństwa, immobilizer silnika, wspomaganie kierownicy, centralny zamek oraz przednie szyby sterowane elektrycznie.

### Dane techniczne
| Silnik                                      | 0,8 l           | 1,0 l               |
| ------------------------------------------- | --------------- | ------------------- |
| Liczba cylindrów                            | 3               | 4                   |
| Mechanizm rozrządu                          | SOHC 6-zaworowy | SOHC 8-zaworowy     |
| Pojemność skokowa                           | 796             | 995                 |
| Moc maksymalna (kW/KM)/(obr./min)           | 38/51 przy 6000 | 48,5/65,5 przy 5400 |
| Maksymalny moment obrotowy (N·m)/(obr./min) | 71,5 przy 4400  | 91 przy 4200        |
| Prędkość maksymalna (km/h)                  | 145/135¹        | 156                 |
| Przyspieszenie 0–100 km/h (w sek.)          | 18,2/21,9¹      | 14,1                |
| Zużycie paliwa według normy 199/100/EC      |                 |                     |
| Cykl miejski (l/100 km)                     | 6,9/7,6¹        | 7,2                 |
| Cykl pozamiejski (l/100 km)                 | 4,2/4,6¹        | 4,7                 |
| Cykl mieszany (l/100 km)                    | 5,2/5,7¹        | 5,6                 |
| Emisja CO² (g/km)                           | 119/132¹        | 137                 |

¹ - w wersji z automatyczną skrzynią biegów

## Trzecia generacja

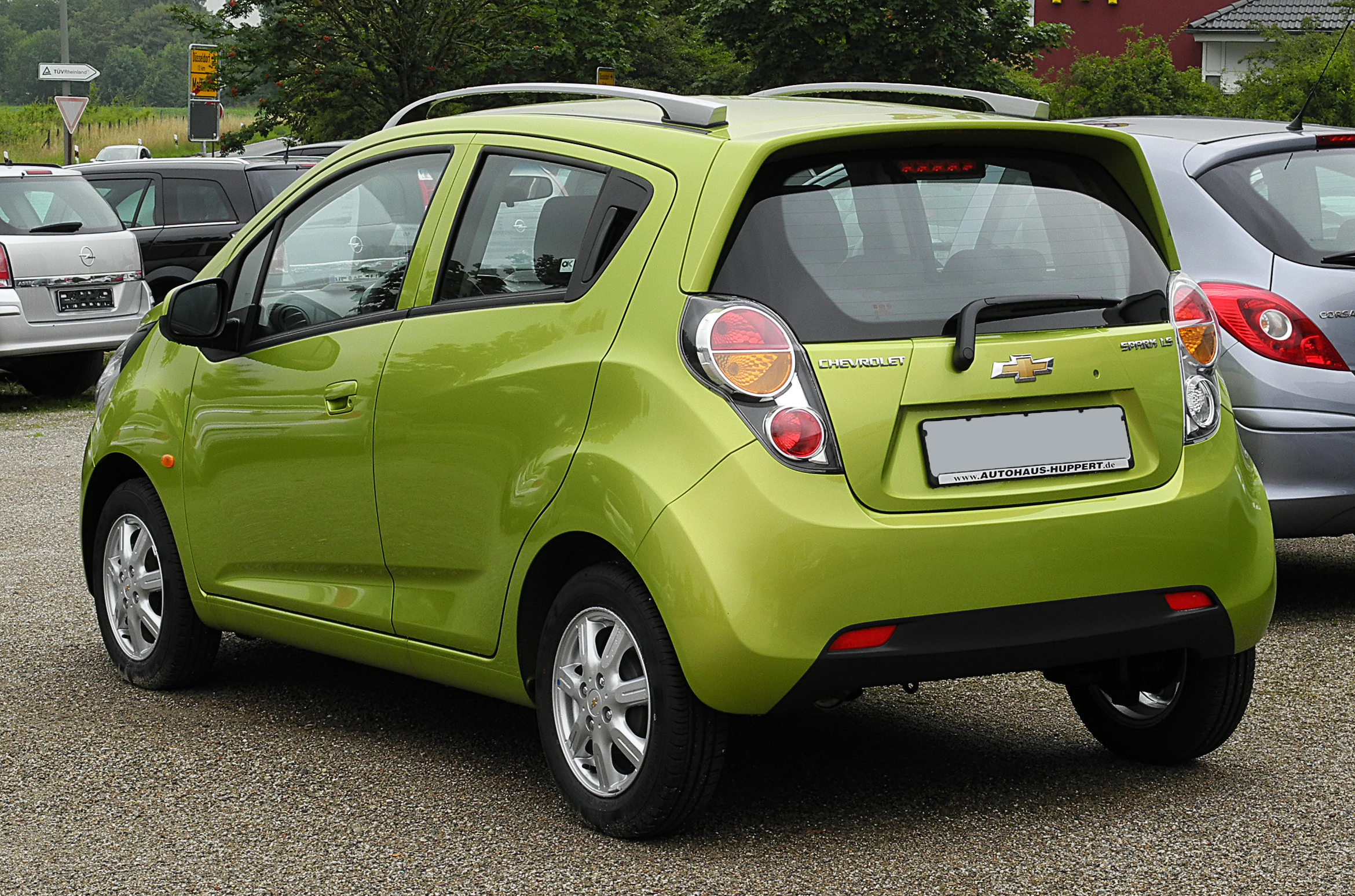
Chevrolet Spark III - tył

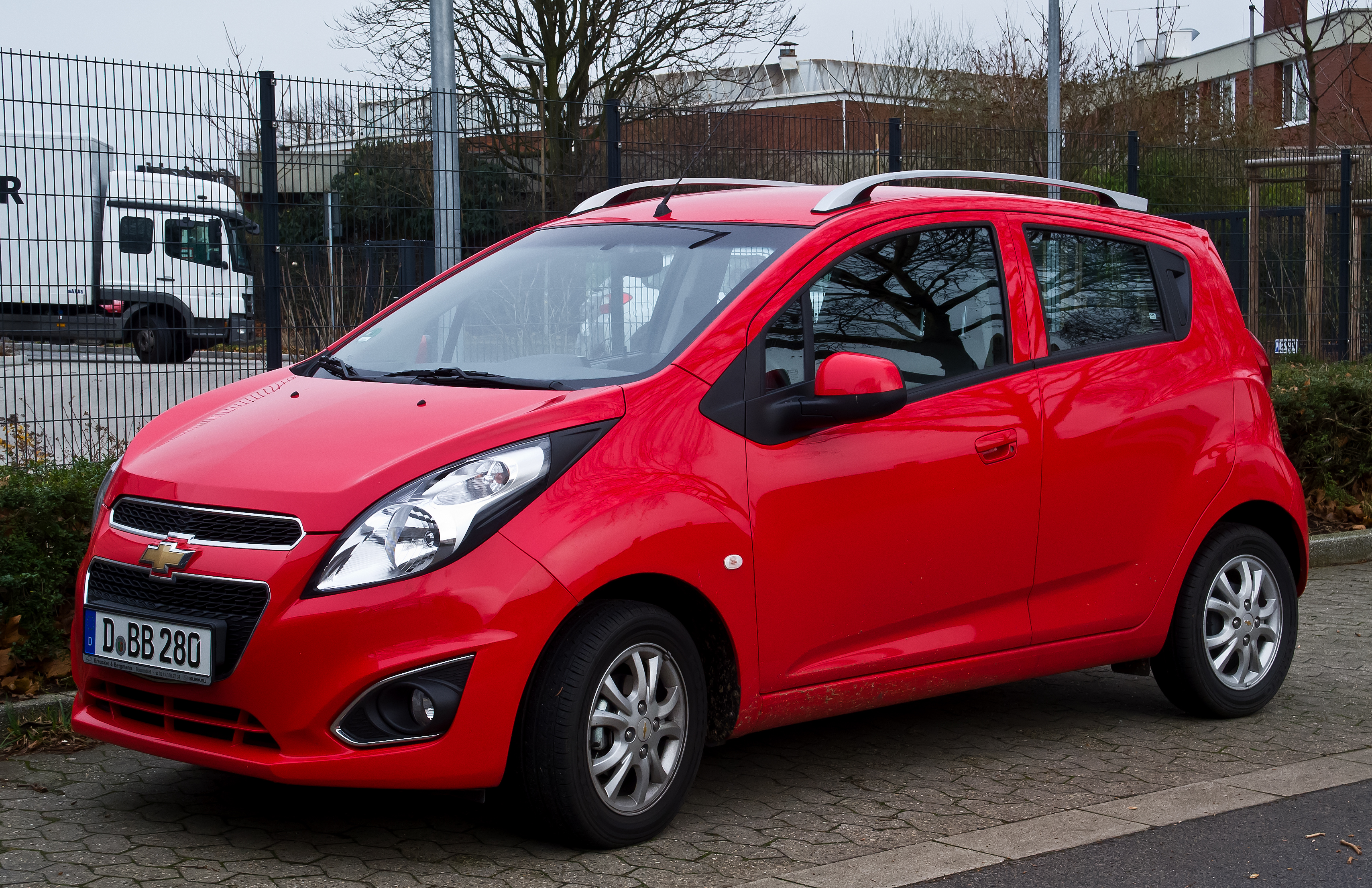
Chevrolet Spark III po liftingu

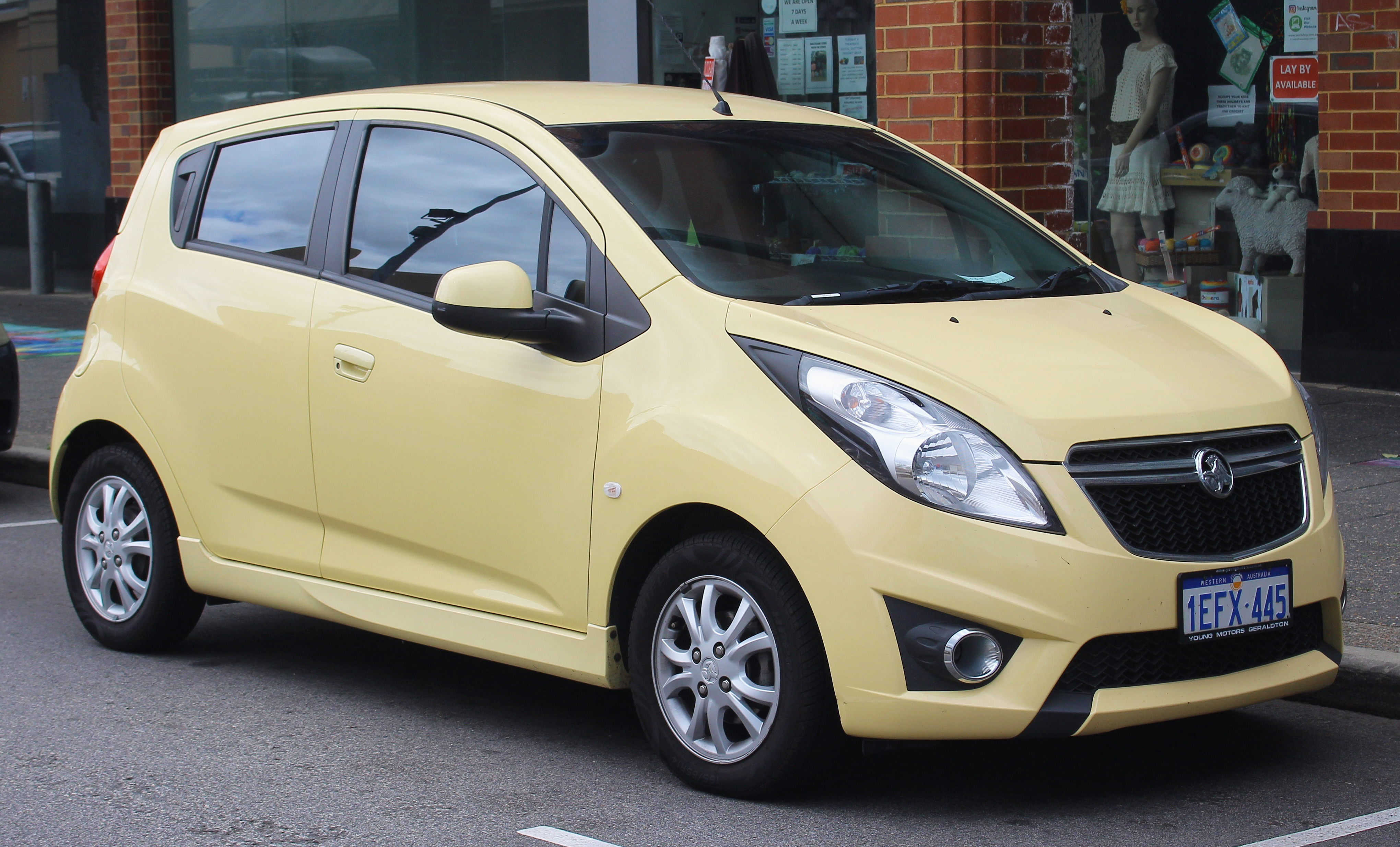
australijski Holden Barina Spark

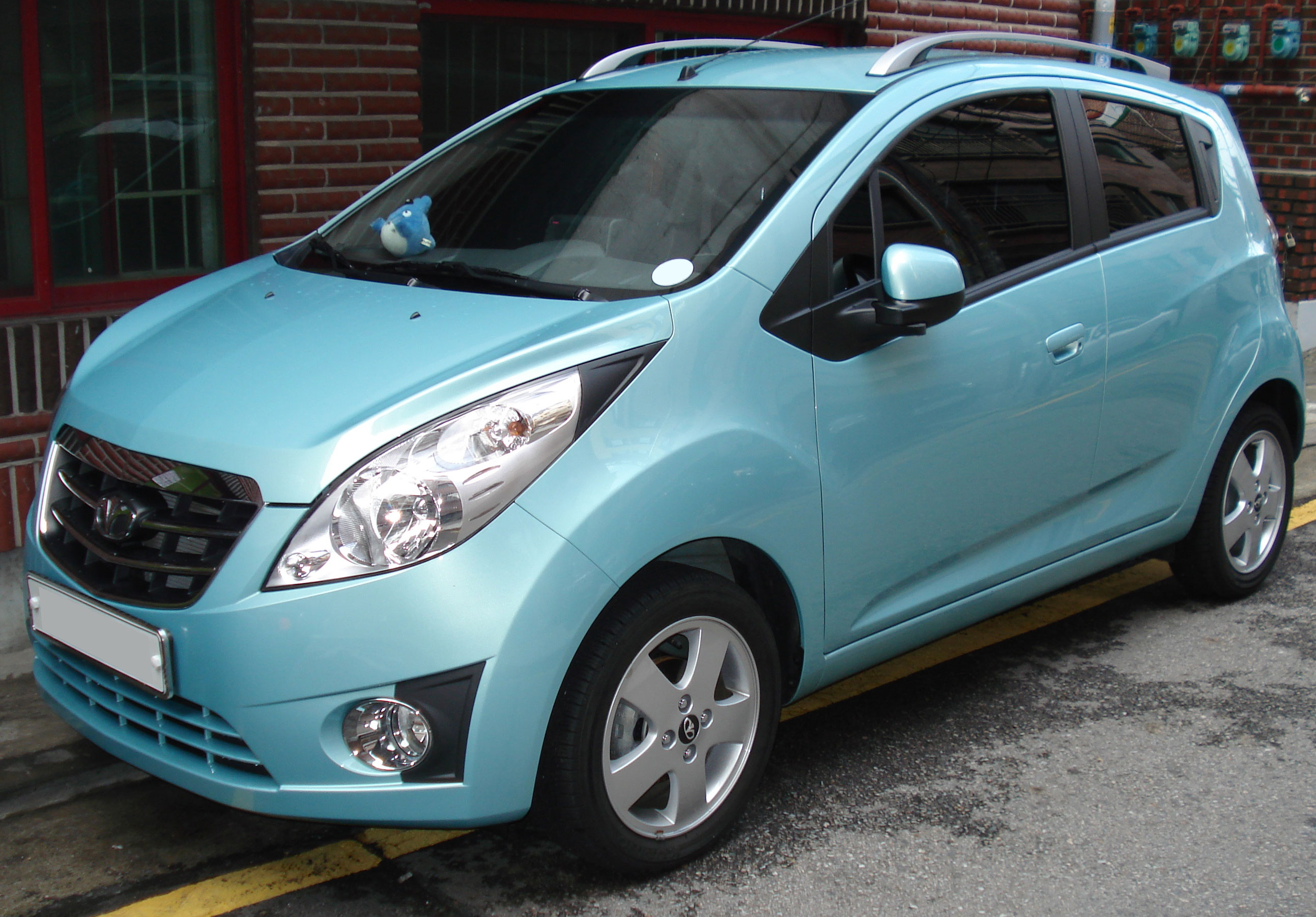
poludniowokoreański Daewoo Matiz Creative

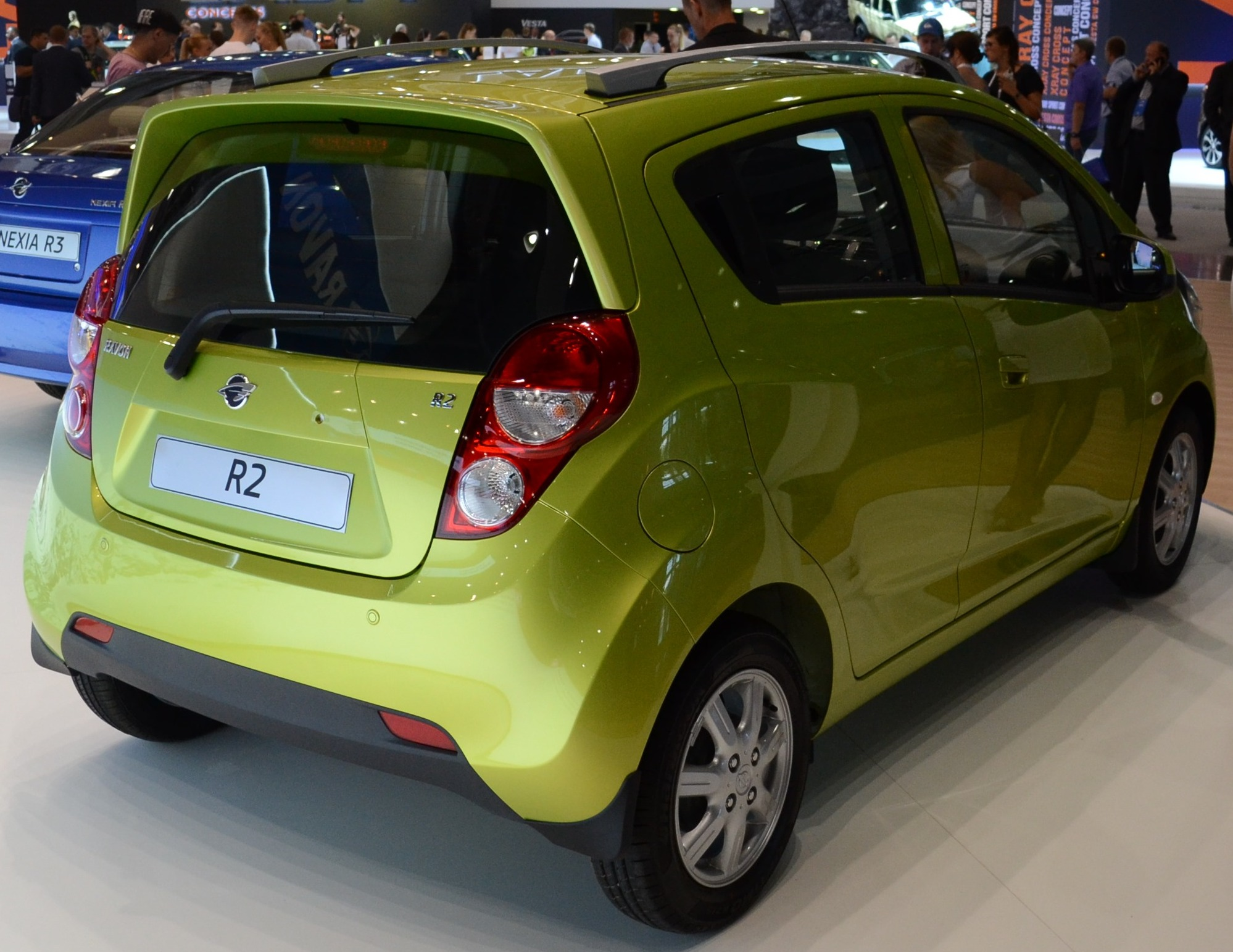
uzbecki Ravon R2 – tył

Chevrolet Spark III został zaprezentowany po raz pierwszy w 2009 roku.
Trzecia generacja Sparka powstała od podstaw jako model realizujący nowy język stylistyczny Chevroleta, którego zapowiedzią był prototyp Beat Concept z kwietnia 2007 roku.
Najmniejszy globalny model Chevroleta przyjął bardziej obłe formy i minimalistyczno-futurystyczny wygląd. Z przodu pojawiły się duże reflektory w kształcie rombów i wlot powietrza z kolorową poprzeczką dzielącą na pół atrapę chłodnicy, z kolei zwężająca się ku tyłowi karoseria zdobiona była m.in. przez klamki do tylnych drzwi ukryto w plastikowych ramkach przy oknach. Nowe zegary, stylizowane na wzów motocyklowych, powróciły na lewą stronę deski rozdzielczej.
W październiku 2014 roku taśmę montażową opuścił milionowy egzemplarz Sparka trzeciej generacji.

### Lifting
Na początku 2013 roku Chevrolet Spark trzeciej generacji przeszedł obszerną restylizację, która przyniosła większą atrapę chłodnicy z umieszczoną na dolnej krawędzi atrapie chłodnicy, a także nowe, czerwone wkłady tylnych lamp.

### Sprzedaż
Podobnie jak poprzednik, Chevrolet Spark trzeciej generacji był modelem globalnym i dostępnym pod różnymi nazwami w zależności od rynku. Pod podstawową nazwą oferowano go tym razem w całej Europie, a także w Afryce, Azji i po raz pierwszy także w Stanach Zjednoczonych i Kanadzie. W Indiach oraz Pakistanie, a także w Ameryce Łacińskiej stosowano nazwę Chevrolet Beat.
Przez pierwszy rok produkcji samochód po raz trzeci i zarazem ostatni oferowany był na wewnętrznym rynku Korei Południowej pod marką Daewoo jako Daewoo Matiz Creative, po czym przemianowano go na Chevroleta.
W 2011 roku Spark po raz pierwszy trafił do sprzedaży w Australii i Nowej Zelandii, gdzie zasilił on portoflio lokalnej marki Holden jako Holden Barina Spark. Z kolei ostatnim rynkiem, gdzie Chevrolet Spark trzeciej generacji oferowany jest w identycznej, co w momencie debiutu w 2009 roku, formie z wyjątkiem innej atrapy chłodnicy, jest Rosja oraz kraje Azji Centralnej, gdzie samochód trafiał z uzbeckich zakładów firmy Ravon jako Ravon R2.

### Wyposażenie[23]
- LS
- LS+
- LT

Standardowe wyposażenie podstawowej wersji LS obejmuje m.in.6 poduszek powietrznych, systemy ABS i ESC, wspomaganie kierownicy, dzieloną tylną kanapę, Immobiliser, instalacje radiową z 2 głośnikami, przyciemniane szyby, zderzaki lakierowane pod kolor nadwozia i obrotomierz.
Bogatsza wersja LS+ dodatkowo wyposażona jest w m.in. klimatyzacje manualną, radioodtwarzacz z CD, MP3 i 4 głośnikami, zestaw głośnomówiący z Bluetooth, elektrycznie regulowane szyby przednie, centralny zamek i koło zapasowe.
Topowa wersja LT została ponad to wyposażona w m.in. elektrycznie regulowane szyby tylne, elektrycznie regulowane i podgrzewane lusterka, komputer pokładowy, centralny zamek z pilotem, reflektory przeciwmgielne, regulowaną kolumnę kierowniczą, oraz klamki i lusterka lakierowane pod kolor nadwozia.

### Dane techniczne
| Silniki                                     | 1,0 l                 | 1,2 l                  |
| ------------------------------------------- | --------------------- | ---------------------- |
| Pojemność skokowa                           | 995                   | 1206                   |
| Moc maksymalna (kW/KM)/(obr./min)           | 50/68 przy 6400       | 60/82 przy 6400        |
| Maksymalny moment obrotowy (N·m)/(obr./min) | 93 przy 4800 obr./min | 111 przy 4800 obr./min |
| Mechanizm rozrządu                          | DOHC 16- zaworowy     | DOHC 16- zaworowy      |
| Prędkość maksymalna (km/h)                  | 154                   | 164                    |
| Przyspieszenie 0–100 km/h (w sek.)          | 15,5                  | 12,1                   |
| Zużycie paliwa według normy 199/100/EC      |                       |                        |
| Cykl miejski (l/100 km)                     | 6,6                   | 6,6                    |
| Cykl pozamiejski (l/100 km)                 | 4,2                   | 4,2                    |
| Cykl mieszany (l/100 km)                    | 5,1                   | 5,1                    |
| Emisja CO² (g/km)                           | 119                   | 119                    |
| Norma emisji CO²                            | Euro V                | Euro V                 |

### Spark EV

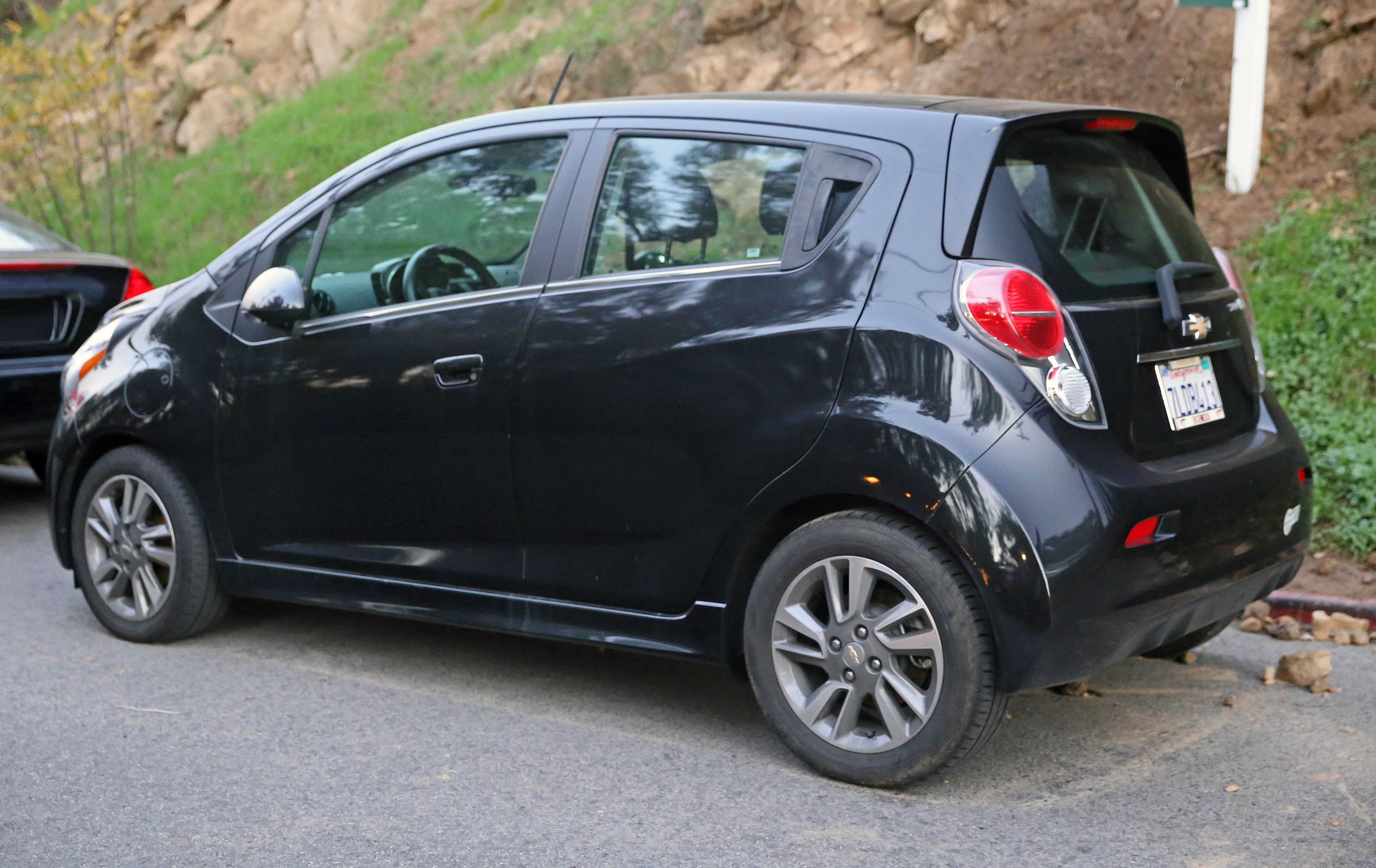
Chevrolet Spark EV - tył

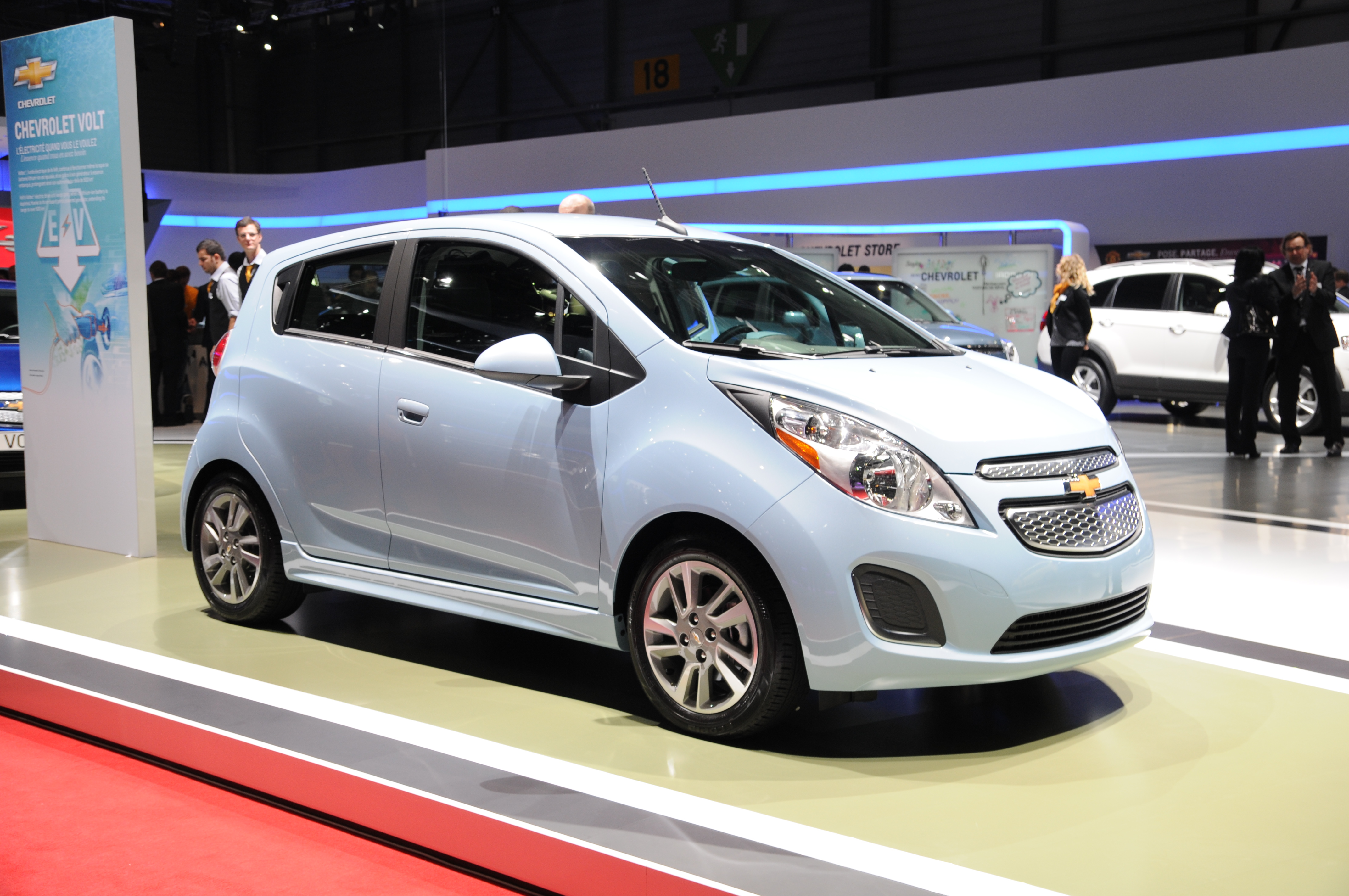
Chevrolet Spark EV w Europie

Chevrolet Spark EV został zaprezentowany po raz pierwszy w 2012 roku.
Z myślą o rynku Ameryki Północnej Chevrolet skonstruował Sparka w wersji o napędzie elektrycznym. Pod kątem wizualnym od wersji spalinowej odróżniał się on chromowaną zaślepką na miejscu atrapy chłodnicy, a także inaczej ukształtowanym tylnym zderzakiem. Z powodu wycofania się Chevroleta z rynku europejskiego, wbrew pierwotnym planom pojazd nie trafił do sprzedaży w tym regionie.
Produkcja Chevroleta Sparka EV zakończyła się w 2017 roku na rzecz zupełnie nowego, zbudowanego tym razem od podstaw samochodu elektrycznego – modelu Bolt.

### Dane techniczne
Układ elektryczny Chevroleta Sparka EV tworzy silnik o mocy 136 KM, a także akumulator o pojemności 20 kWh. Maksymalny moment obrotowy wynosi 542 Nm, a od 0 do 100 km/h samochód rozpędza się w 8,5 sekundy. Zasięg na pełnym naładowaniu trwającym od 6 do 8 godzin wynosi ok. 132 kilometry.

### Spark GT

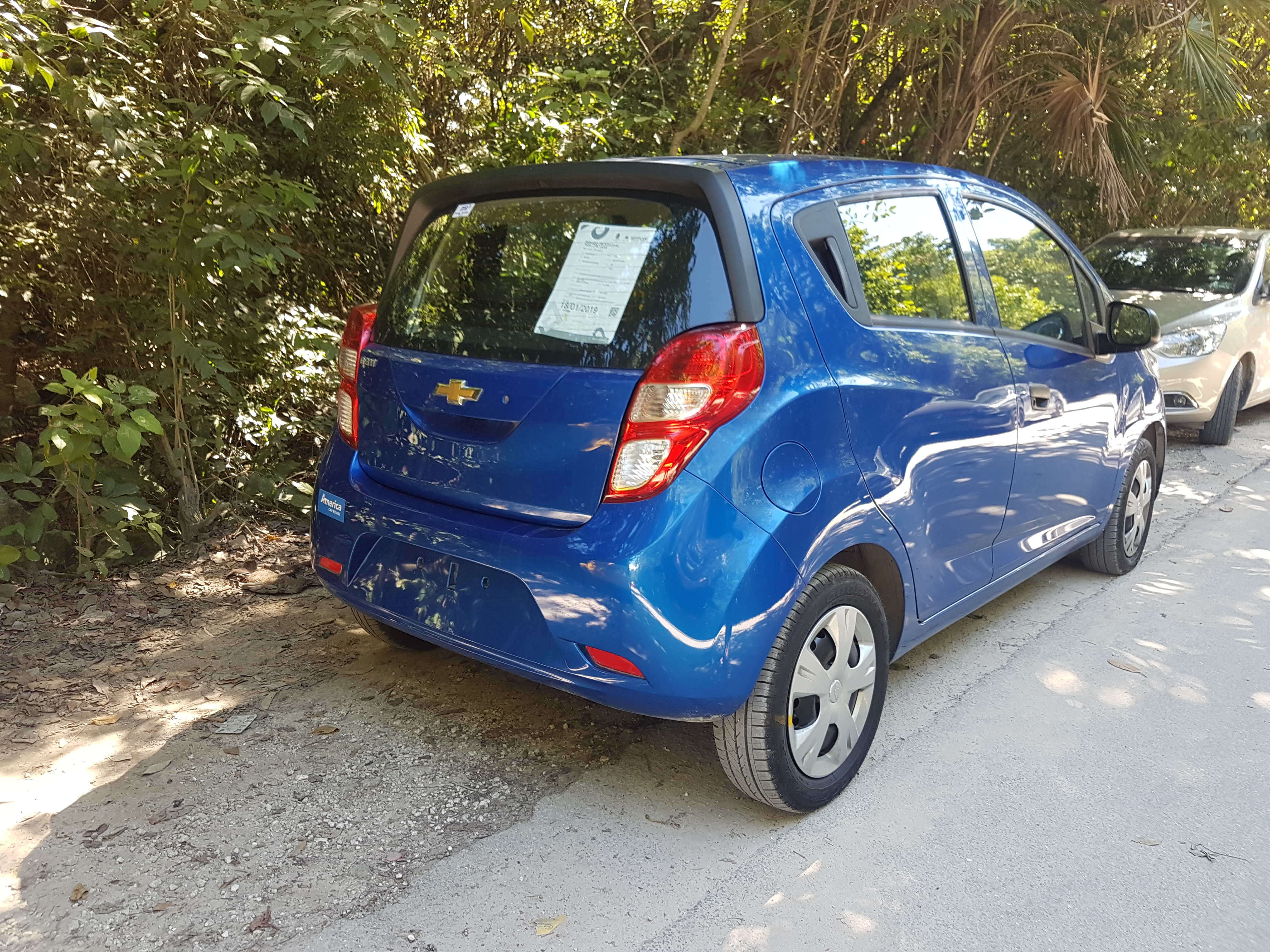
meksykański Chevrolet Beat - tył

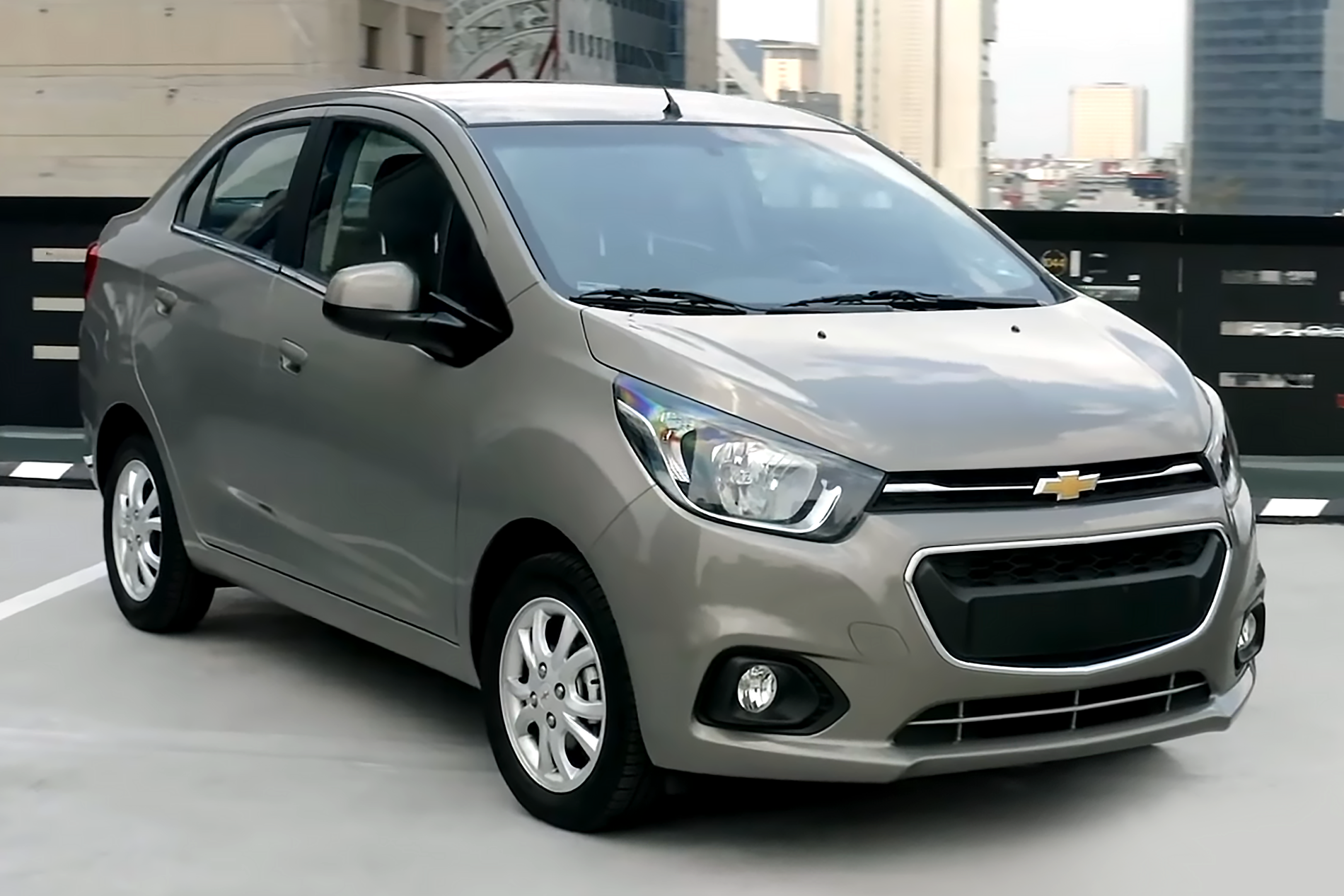
Chevrolet Beat Notchback

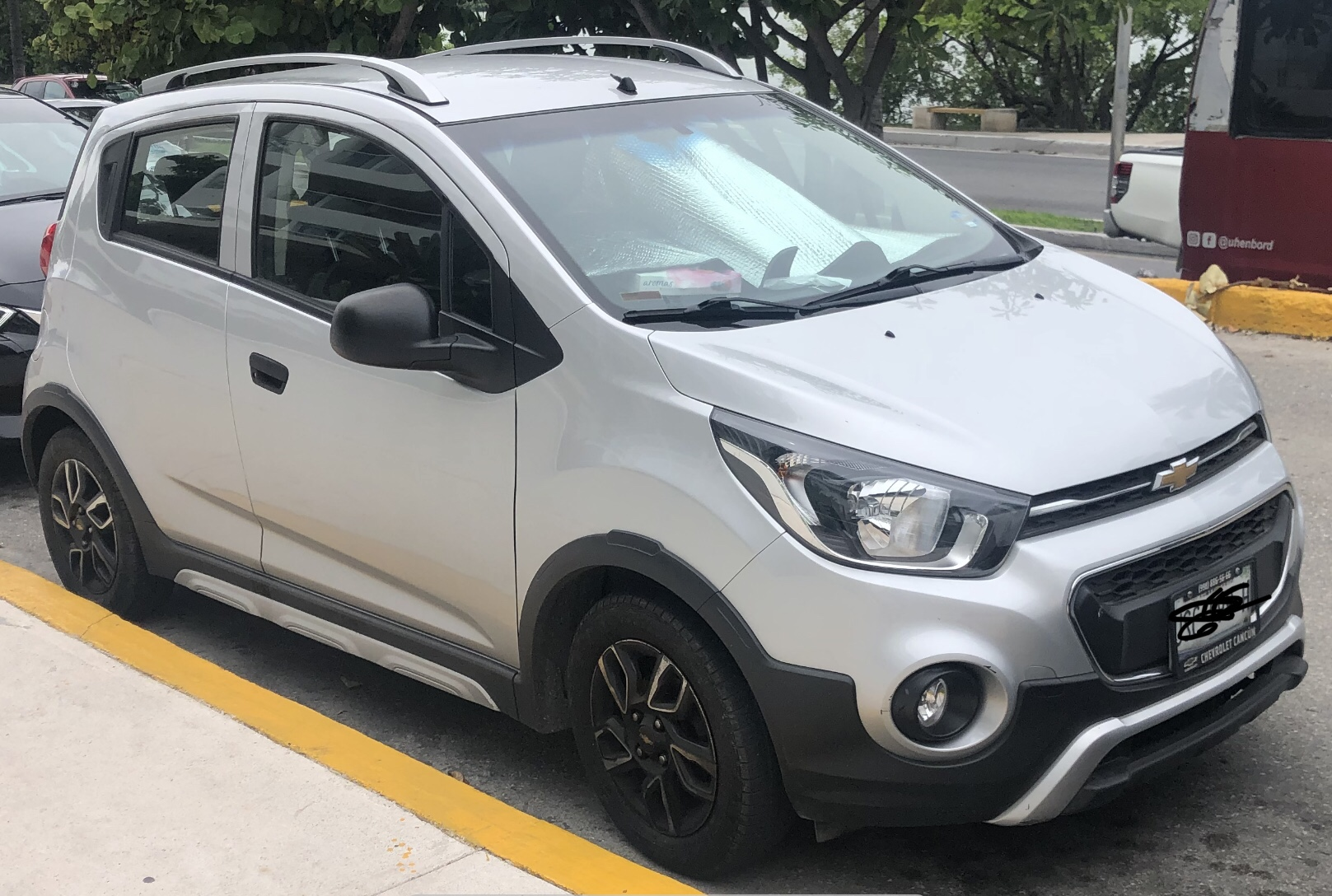
Chevrolet Beat Activ

Chevrolet Spark GT został zaprezentowany po raz pierwszy w 2016 roku.
Początkowo Chevrolet przedstawił obszernie zmodernizowanego Beata w odmianie na rynek Indii w nowej odmianie nadwoziowej sedan o nazwie Chevrolet Essentia. Pojawił się nowy grill, a także inaczej ukształtowane reflektory.
W czerwcu 2016 roku przedstawiono pełną ofertę obszernie zmodernizowanego Beata składającą się także z podstawowej odmiany hatchback, a także uterenowionego wariantu Activ z podwyższonym prześwitem i dodatkowymi nakładkami na zderzaki oraz progi.

### Sprzedaż
Z powodu podjęcia decyzji o wycofaniu marki Chevrolet z Indii w 2017 roku, gruntownie zmodernizowany Beat trafił do sprzedaży do innych rynków rozwijających się – Ameryki Południowej oraz Meksyku, gdzie w zależności od kraju sprzedawany jest jako Chevrolet Beat lub Chevrolet Spark GT równolegle z nowszą, czwartą generacją.
W sierpniu 2021 roku w związku z restrukturyzacją oferty modelowej Chevroleta w Meksyku podjęto decyzję o zakończeniu sprzedaży tego modelu zarówno w odmianie hatchback, jak i sedan. Głównym argumentem za tą decyzją było zamknięcie fabryki General Motors w Indiach na przedmieściach Pune. Przez kolejny, ostatni rok rynkowego stażu, pozostawiono Kolumbię jako jedyny rynek zbytu dla rodziny modelowej Beat.

### Silniki
- R4 0.9l S-TEC
- R4 1.2l S-TEC
- R4 1.2l LL0

## Czwarta generacja

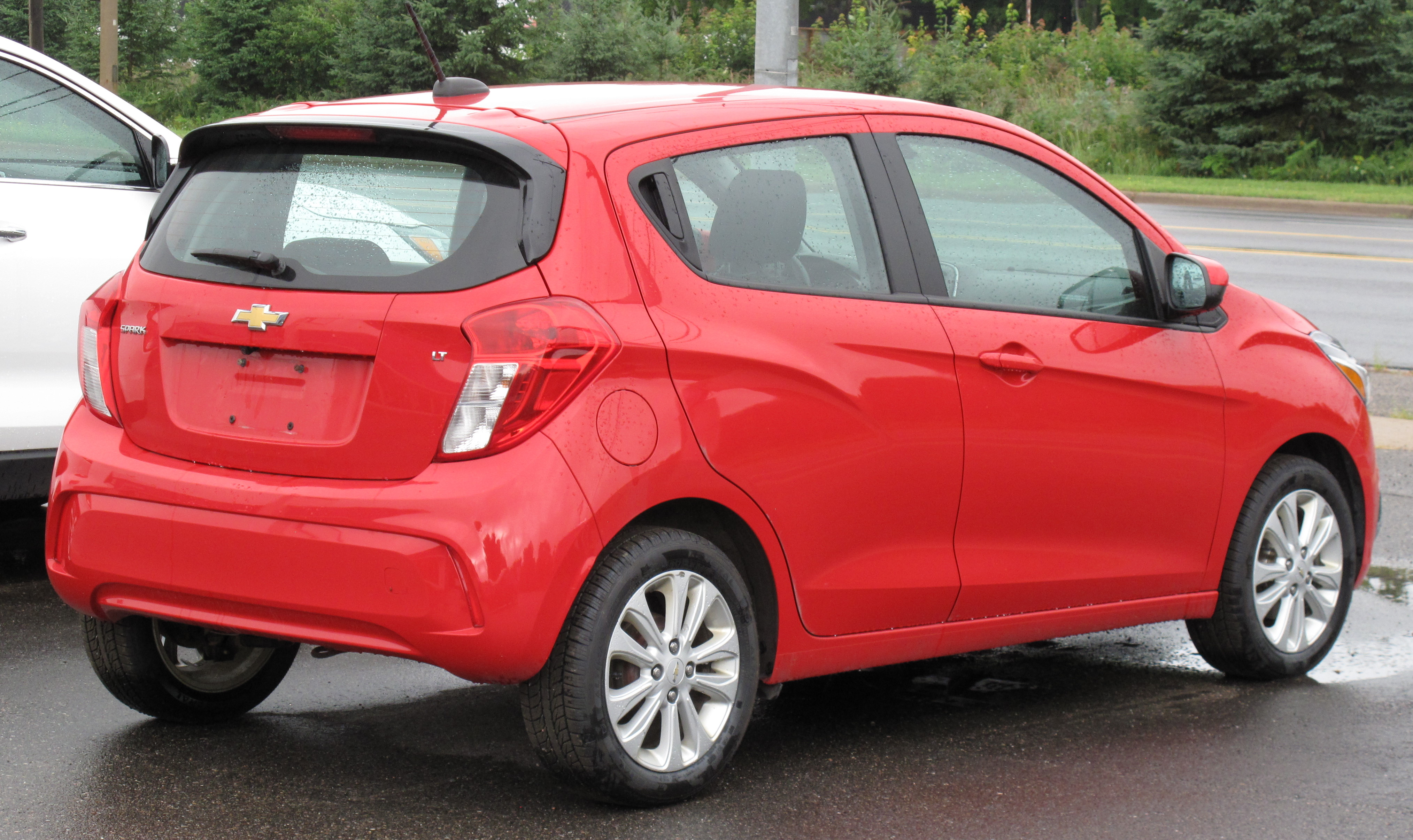
Chevrolet Spark IV - tył

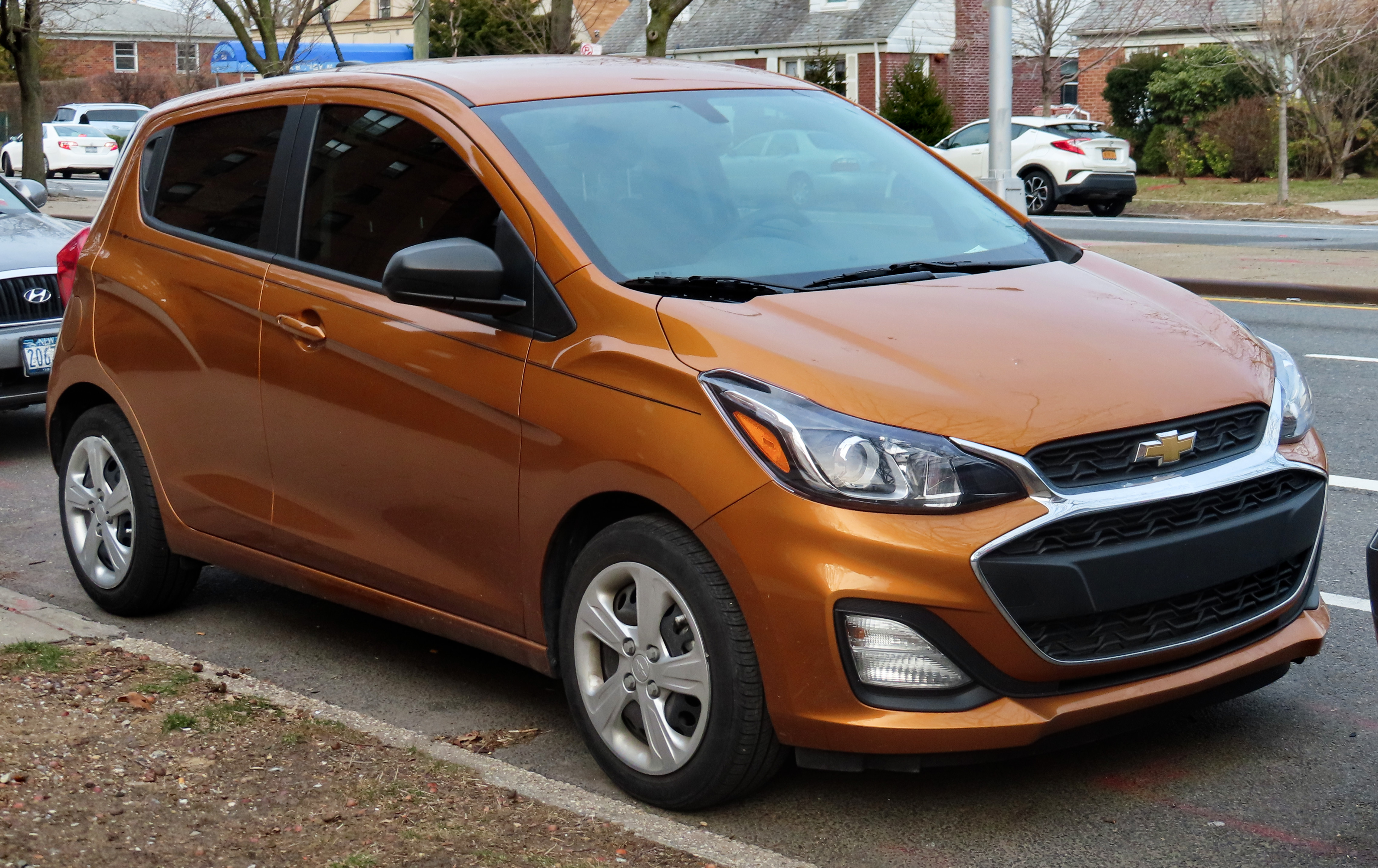
Chevrolet Spark IV po liftingu

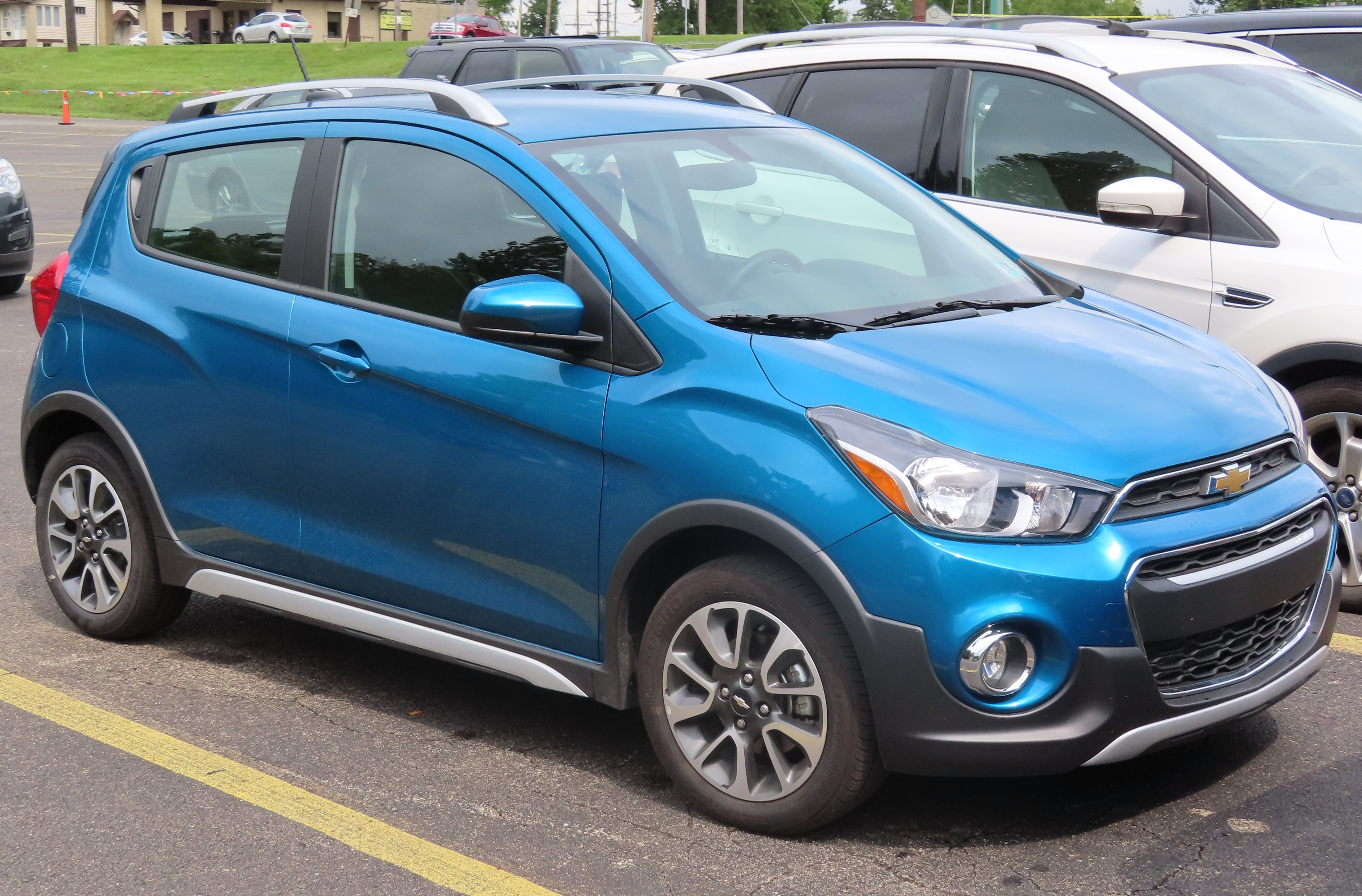
Chevrolet Spark IV Activ

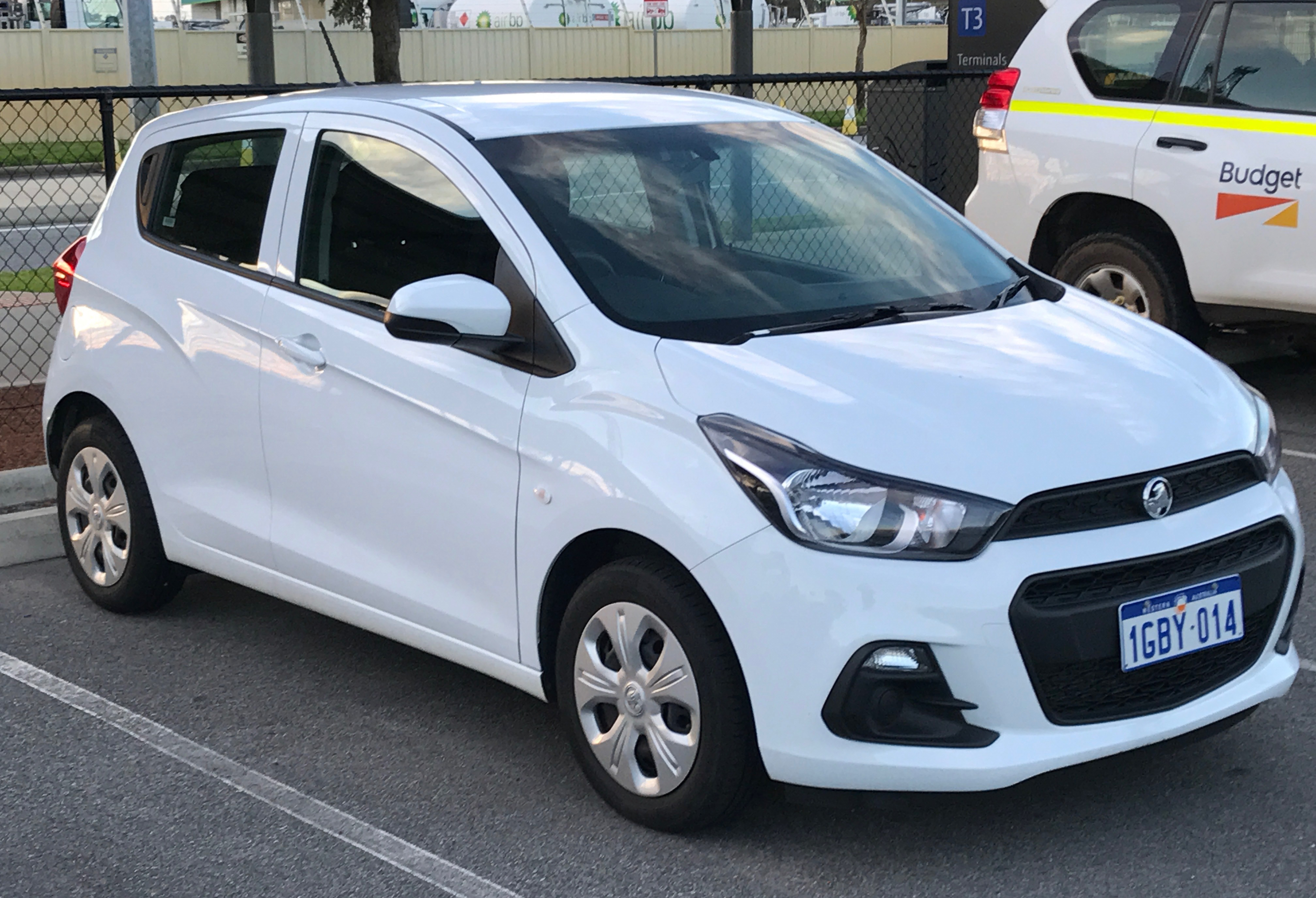
australijski Holden Spark

Chevrolet Spark IV został zaprezentowany po raz pierwszy w 2015 roku.
Czwarta generacja Sparka zachowała bardziej stonowane proporcje w stosunku do poprzednika, zyskując niższe i przestronniejsze nadwozie, a także agresywną stylizację przedniej części nadwozia ze znacznie mniejszą atrapą chłodnicy. Pojazd zachował charakterystyczną tylną klamkę umieszczoną w słupku w tylnych drzwiach.
Kabina pasażerska przeszła bardziej ewolucyjny zakres zmian - zrezygnowano z zegarów inspirowanych motocyklami na rzecz tradycyjnych wskaźników, wygospodarowano przestrzeń na ekran systemu multimedialnego, a kokpit utrzymano we wzornictwie licznych zaokrągleń oraz łuków.

### Sprzedaż
Chevrolet Spark IV to model globalny, który jest dostępny m.in. w Korei Południowej, Azji, Ameryce Północnej i Południowej, a także w Afryce. Po raz pierwszy Spark w postaci czwartej generacji nie trafił już do sprzedaży w Europie z powodu wycofania marki Chevrolet rok przed jego premierą. Bliźniaczą konstrukcją oferowaną w zamian był jednak model Opel Karl i Vauxhall Viva.
Po raz drugi i zarazem ostatni Spark był także ponownie sprzedawany w Australii i Nowej Zelandii pod marką Holden jako Holden Spark, skąd wycofano go dwa lata po debiucie w 2016 roku z powodu niewielkiej popularności. W sierpniu 2021 roku samochód zniknął z oferty także w Meksyku, z kolei w lutym 2022 Chevrolet zdecydował się całkowicie zakończyć produkcję Sparka wyznaczony na sierpień tego samego roku.

### Lifting
Wraz z odnowionymi modelami Cruze i Malibu, w kwietniu 2018 roku Chevrolet przedstawił także gruntownie zmodernizowanego Sparka. Samochód zyskał nowy pas przedni, z większymi reflektorami, a także bardziej agresywnie zarysowanym wlotem powietrza z chromowanymi obwódkami.

### Silniki
- R3 1.0l L5Q
- R4 1.4l LV7
- R5 1.6l K4M